# Fosforilació

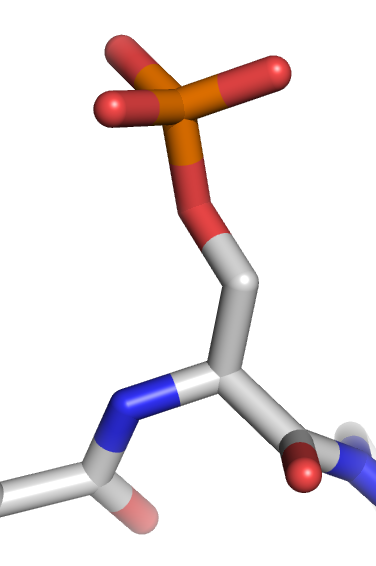
Residu de serina fosforilat.

En bioquímica, la fosforilació és l'addició d'un grup fosfat (PO₄3-) a una proteïna o qualsevol altra molècula, en general petita. El seu paper predominant en la bioquímica la converteix en un important objecte d'investigació (la base de dades de Medline retorna al voltant de 100.000 articles sobre el tema), sobretot en la fosforilació de proteïnes. És un dels principals partícips en els mecanismes de regulació de les proteïnes.

## Fosforilació a nivell de substrat
La fosforilació a nivell de substrat és el procés que dona nom a la formació d'ATP mitjançant una transferència de fosforil des de l'1,3-bisfosfoglicerat. Aquesta, és una molècula energèticament rica que té un potencial de transferència de fosforil més gran que l'ATP. Així doncs, l'1,3-BPG es pot utilitzar per a impulsar la síntesi d'ATP a partir d'ADP. Aquesta transferència del grup fosforil del fosfat d'acil de l'1,3-BPG a l'ADP és catalitzada per la fosfoglicerat-cinasa. S'obté ATP i 3-fosfoglicerat. Aquest tipus de fosforilació, s'anomena a nivell de substrat perquè el donador del fosfat, l'1,3-BPG, és un substrat amb un gran potencial de transferència de fosforil.

## Fosforilació oxidativa
La fosforilació oxidativa és el procés mitjançant el qual es forma ATP com a resultat de la transferència d'electrons des del NADH o FADH₂ fins a l'O₂, per mitjà d'una sèrie de transportadors electrònics. Aquest procés té lloc als mitocondris en les cèl·lules eucariotes i és la principal font d'ATP en els organismes aeròbics. Aquesta, genera 26 molècules d'ATP que es formen quan la glucosa és totalment oxidada a CO₂ i H₂0. El NADH i el FADH₂ es formen en la glicòlisi, en l'oxidació dels àcids grassos i en el cicle de l'àcid cítric. Aquestes són molècules riques en energia i que contenen un parell d'electrons amb un potencial de transferència elevat. Si aquests electrons s'utilitzen per a reduir l'oxigen molecular a aigua en la fosforilació oxidativa, s'allibera energia que es pot usar per a generar ATP. El flux d'electrons de l'NADH o el FADH₂ a l'O₂, a través de complexos proteics que es troben a la membrana mitocondrial interna, permet el bombament de protons cap a l'exterior de la matriu mitocondrial. Aleshores, la distribució desigual de protons genera un gradient de pH i un potencial elèctric transmembrana que crea una força promotriu. Quan els protons tornen a la matriu mitocondrial, se sintetitza l'ATP. Així doncs, l'oxidació de combustibles i la fosforilació d'ADP s'acoblen mitjançant un gradient de protons a través de la membrana mitocondrial interna. La fosforilació oxidativa és la culminació d'una sèrie de transformacions energètiques que es denominen respiració cel·lular.
La fase final de la fosforilació oxidativa la duu a terme l'ATP sintasa, un complex sintetitzador d'ATP dirigit pel flux de protons que torna cap a l'interior de la matriu mitocondrial. La fosforilació oxidativa mostra clarament que els gradients de protons són una moneda intercanviable d'energia lliure en els sistemes biològics.

## Fotofosforilació
La fotofosforilació és la part final de la fotosíntesi, el procés que empren les cèl·lules vegetals per obtenir energia en forma d'ATP. Aquest es dona en la membrana tilacoidal dels cloroplasts. Emprant l'energia solar s'exciten els electrons de molècules d'aigua. Aquests electrons entren en una cadena de transport a través de diferents proteïnes transmembrana originant un gradient de protons entre l'interior i l'exterior del tilacoide. Aquest gradient troba una via de sortida a través de l'ATPsintasa i al circular per l'interior modifica la seva estructura, cosa que fa possible la fosforilació de l'ADP i l'obtenció d'ATP, font d'energia per a la cèl·lula.

## Regulació enzimàtica
La fosforilació com a mecanisme de regulació enzimàtica és bàsica a les cèl·lules eucariòtiques, ja que el 30% de les proteïnes d'aquestes són susceptibles de ser fosforilades. L'ATP és el principal donador de grups fosforils per a ser adherits a altres molècules. En les cèl·lules eucariòtiques l'acceptor és sempre un dels aminoàcids que contenen un hidroxil en la seva cadena lateral, és a dir, la serina, la treonina i la tirosina. Els dos primers són fosforilats mitjançant serina o treonina cinases i la tirosina mitjançant la tirosina-cinasa. Aquesta última, exclusiva dels organismes pluricel·lulars té funcions fonamentals en la regulació del creixement i sol estar alterada en les cèl·lules canceroses.
La fosforilació, com s'ha descrit, és un important mecanisme de regulació enzimàtica perquè activa i desactiva proteïnes modificant la seva conformació espacial. Aquesta però, no es podria donar sense els enzims corresponents (les cinases), ja que la velocitat de reacció no catalitzada és negligible. Els enzims que inverteixen l'efecte de la fosforilació (tot i que no catalitzen reaccions inverses) són les fosfatases, i són igual d'importants. L'afinitat de les cinases per una proteïna pot variar: hi ha cinases específiques que només poden fosforilar una proteïna i d'altres multifuncionals que poden modificar proteïnes diferents. El grau d'afinitat ve donat per la seqüència d'aminoàcids que envolta el centre de fosforilació (la serina o la treonina), tot i que alguns residus allunyats poden intervenir en modificar l'estructura de la cinasa i, per tant, l'accés dels substrats al centre de fosforilació.
Cal destacar que la fosforilació d'un enzim sempre comporta l'escissió d'un ATP, és a dir, l'alliberació de molta energia que s'aprofitarà després per a unir el grup fosforil a la proteïna, fent aquest procés irreversible (per això la defosforilació no pot ser el procés invers). A més com que l'ATP és la moneda energètica per excel·lència, la regulació enzimàtica queda connectada directament amb l'estat energètic de la cèl·lula. L'activació o desactivació de la proteïna fosforilada es deu principalment al canvi de conformació en aquesta que provoca l'addició del grup fosforil, que té dos càrregues negatives. A més aquest grup fosforil té oxígens que podran formar ponts d'hidrogen amb hidrògens d'altres molècules. Per acabar afegir que l'efecte de la fosforilació es pot amplificar molt en qüestió de segons i si la proteïna diana és un enzim, aquest pot transformar un gran nombre de molècules de substrat. Alguns exemples de regulació enzimàtica a través de la fosforilació es troben en processos com: el metabolisme dels àcids grassos, el cicle de Krebs, la quimiotaxi, etc.

## Metabolisme dels àcids grassos
El metabolisme dels àcids grassos està estrictament controlat, de manera que la síntesi i la degradació obeeixen fidelment les necessitats fisiològiques. La síntesi dels àcids grassos és màxima quan els glúcids i l'energia són abundants i els àcids grassos escassos. L'acetil CoA-carboxilasa acompleix una funció essencial en la regulació de la síntesi i la degradació dels àcids grassos. Aquest enzim és el que catalitza el pas limitant en la síntesi dels àcids grassos: la producció de malonil CoA (el donador de la unitat de dos carbonis activats). Aquest enzim tan important està sotmès a la regulació local i també a l'hormonal.
L'acetil CoA-carboxilasa respon a canvis en el seu entorn immediat. L'acetil CoA-carboxilasa s'inactiva per fosforilació i s'activa per desfosforilació (figura 1). Aleshores, la proteïna-cinasa dependent d'AMP (AMPK, ‘AMP-dependent protein Kinase') converteix la carboxilasa en una forma inactiva, mitjançant la modificació d'un residu de serina concret. L'AMPK és, bàsicament, un indicador del nivell de combustible. D'aquesta manera, la carboxilasa s'inactiva quan la càrrega energètica és baixa.
La carboxilasa també és estimulada al·lostèricament per citrat. Aquest, facilita la polimerització dels dímers inactius en filaments actius. Aquesta polimerització pot revertir parcialment la inhibició produïda per fosforilació.

## Quimiotaxi
La quimiotaxi depèn d'una ruta de senyalització que finalitza en el motor flagel·lar. La ruta de senyalització comença amb la unió de molècules a receptors de la membrana plasmàtica. En la forma desocupada, aquests receptors inicien una ruta que finalment porta a la fosforilació d'un residu d'aspartat concret d'una proteïna soluble anomenada CheY. En la forma fosforilada, la CheY, s'uneix a la base del motor flagel·lar, el qual, una volta unit a la CheY fosforilada, gira en el sentit horari, en comptes de fer-ho en sentit antihorari, i ocasiona la vacil·lació. La unió d'un quimioatraient a un receptor de la superfície bloqueja la ruta de senyalització i porta a la fosforilació de la CheY. La CheY fosforilada s'hidrolitza espontàniament i s'allibera del seu grup fosfat en un procés que està accelerat per una altra proteïna, la CheZ. La concentració de CheY fosforilada disminueix, i els flagels són menys propensos a girar en el sentit horari. En aquestes condicions, els bacteris neden suaument sense vacil·lar. Per tant, el motor flagel·lar rotatori reversible i una ruta de senyalització basada en la fosforilació cooperen per a generar una manera efectiva de respondre a les condicions ambientals.

## Cicle de l'àcid cítric
El cicle de l'àcid cítric és la ruta final habitual de l'oxidació aeròbica de les molècules de combustible. El paper que té la fosforilació en aquest procés és el següent: La descarboxilació oxidativa del piruvat a Acetil-CoA dirigeix els àtoms de carboni de la glucosa a dues destinacions principals: a l'oxidació a CO₂ mitjançant el cicle de l'àcid cítric, amb la generació al mateix temps d'energia o a la incorporació als lípids. L'activitat del complex de la piruvat-deshidrogenasa està estrictament controlat. El mecanisme clau de regulació del complex en eucariotes és, doncs, la modificació covalent. La fosforilació del component piruvat-deshidrogenasa per una cinasa específica desactiva el complex, que es torna a activar per l'acció d'una fosfatasa específica.

## Regulació del colesterol
El colesterol es pot obtenir de l'alimentació però també es pot sintetitzar a l'organisme a determinats òrgans. La velocitat de formació de colesterol en aquests òrgans respon en gran manera al nivell cel·lular de colesterol. Aquest procés està regulat bàsicament per canvis en la quantitat i en l'activitat de la 3-hidroxi-3-metilglutaril CoA-reductasa (HMG CoA- reductasa), enzim que catalitza la formació de mevalonat, el pas limitant en la biosíntesi del colesterol. La HMG CoA-reductasa es controla de moltes maneres i una d'aquestes és mitjançant la fosforilació. La fosforilació disminueix l'activitat de la reductasa. Aquest enzim, igual que l'acetil CoA-carboxilasa (que catalitza el pas limitant de la síntesi dels àcids grassos), és desactivat per una proteïna-cinasa activada per AMP. Així doncs, quan el nivell d'ATP és baix, la síntesi de colesterol s'atura.

## Síntesi de bases púriques
Per a sintetitzar l'anell de purina, són necessàries diverses etapes. Les sis primeres consisteixen en reaccions anàlogues. Els enzims amb dominis agafadors d'ATP homòlegs dels de la fosfat de carbamoïl – sintasa catalitzen la major part d'aquestes etapes. Cada etapa consisteix en l'activació per fosforilació d'un àtom d'oxigen unit a carboni (habitualment un àtom d'oxigen carbonílic), seguida pel desplaçament d'un grup fosforil per amoníac o per un grup amino, que actuen com a nucleòfils (Nu).
Primerament, el grup carboxilat d'un residu de glicina s'activa per fosforilació i, a continuació, s'uneix al grup amino de la fosforibosilamina. Es forma un nou en enllaç amida, alhora que el grup amino de la glicina queda lliure per a actuar com a nucleòfil en l'etapa següent.
El formiat s'activa i aleshores, s'afegeix a aquest grup amino per a generar ribonucleòtid de formilglicinamida.
El grup amida intern s'activa per fosforilació i, posteriorment, es converteix en una amidina per l'addició d'amoníac procedent de la glutamina.
El producte d'aquesta reacció, ribonucleòtid de formilglicinamida se ciclitza per a formar l'anell característic de les purines.
L'hidrogencarbonat s'activa per fosforilació i després és atacat pel grup amino exocíclic. El producte de la reacció d'aquesta etapa, es reorganitza per a transferir el grup carboxilat a l'anell imidazole.
El grup carboxilat de l'imidazole es fosforila novament i el grup fosfat és desplaçat pel grup amino de l'aspartat. Resumint, un procés de concretament sis etapes, connecta la glicina, el formiat, l'amoníac, l'hidrogencarbonat i l'aspartat per a formar un intermediari que conté tots els àtoms necessaris per a la formació de l'anell de purina, tret de dos, els quals s'obtindran en altres etapes.

## Glicòlisi
La glicòlisi és el principal procés d'obtenció de piruvat a partir de la glucosa (o altres hexoses). El piruvat, principalment destinat al cicle de Krebs per a l'obtenció d'ATP i NADH₂. Entre altres reaccions, a la glicòlisi hi tenen lloc tres fosforilacions. La primera és en el primer pas d'aquesta, la fosforilació de la glucosa en glucosa-6-fosfat, regulada per l'enzim hexocinasa. Aquí l'addició del grup fosfat és molt important perquè assegura que la glucosa es quedi dins de la cèl·lula. Açò es deu al fet que les proteïnes transportadores que han introduït la glucosa no reconeixen la glucosa-6-fosfat. A més a més, una molècula fosforilada sempre és més inestable i, per tant, facilita el metabolisme posterior. La segona fosforilació es dona en el pas de fructosa-6-fosfat a fructosa-1,6-bisfosfat. La fosfofructocinasa que regula aquesta reacció és l'enzim més important en la regulació de la glicòlisi i, per tant, aquesta fosforilació serà decisiva perquè el metabolisme complet de la glucosa es doni. La tercera, a diferència de les altres dues, no és regulada per una cinasa. El grup fosfat primer s'incorpora a un intermediari tioèster i de l'oxidació d'aquest es desprèn el grup fosfat i l'energia d'enllaç que l'unia a l'intermediari. Aquesta energia s'emprarà en la unió del fosfat al gliceraldehid-3-fosfat. Aquestes fosforilacions es revertiran després (amb processos diferents, de desfosforilació) per donar lloc a les 4 molècules d'ATP resultants de la glicòlisi.

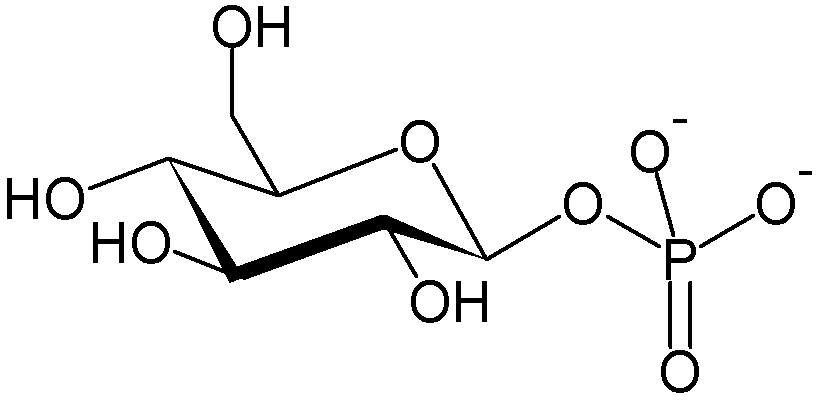
Glucosa fosforilada

## Gluconeogènesi
La gluconeogènesi és el procés a través del qual a partir de diferents substrats no glucídics (aminoàcids, piruvat, lactat i alguns intermediaris del Cícle de Krebs) es forma glucosa (tot i que no és el procés invers de la glicòlisi). Durant el procés es dona només una fosforilació (i en canvi 4 defosforilacions, 3 de substrat i una d'ATP). Aquesta es dona en el pas entre l'oxalacetat i el fosfoenolpiruvat, mediada per la fosfoenolpiruvatcarboxilasa i va combinada amb una descarboxilació.

## En el metabolisme del glicogen
El glicogen, la reserva de glícids de les cèl·lules animals, es metabolitza quan el nivell de glucosa en sang és baix per tal de donar glucoses lliures. Per a trencar les cadenes de glicogen hi ha tot un procés on és necessària una fosforilació. Aquesta, mediada per la glicogen-fosforilasa, és la reacció clau en la degradació del glicogen, i dona com a resultat una cadena més curta de glicogen i una glucosa-1-fosfat. En aquest cas l'addició d'un fosfat té dues funcions, en primer lloc trencar l'enllaç glicosídic entre glucoses del glicogen, i en segon lloc donar com a resultat un monoglícid ja fosforilat que pugue entrar fàcilment en altres vies del metabolisme. A més a més no és conseqüència de la defosforilació d'un ATP, sinó que un ortofosfat lliure s'incorpora trencant l'enllaç existent. Aquesta manera de trencar l'enllaç resulta molt favorable, ja que si no caldria emprar primer una hidrolasa i a continuació una cinasa.

## Síntesi del glicogen
La ruta metabòlica de síntesi de glicogen, tal com passa amb la glicòlisi i la gluconeogènesi, no és la inversa de la degradació d'aquest. Per a unir molècules de glucosa i formar glicogen, ha d'intervenir l'UTP. Aquí es produeix més bé una defosforilació, ja que el que ocorre és que l'UTP perd un pirofosfat, per mitjà de la UDP-glucosa-pirofosforilasa, però es dona alhora una mena de fosforilació. Açò és perquè la UMP s'uneix a una glucosa-1-fosfat formant UDP-glucosa. Després, a través de l'enzim glicogen-sintasa, s'allibera l'UDP i les glucoses van quedant unides amb enllaços glicosídics.

## Resposta immunitària
Dintre del complex mecanisme de resposta immunitària que es dona a tot l'organisme, i en concret als limfòcits, es donen unes fosforilacions fonamentals. Amb l'entrada d'un antigen els limfòcits B necessiten començar a produir anticossos específics per a aquest. Açò és possible gràcies a la fosforilació de residus de tirosina en la part intracel·lular de les cadenes de les Ig-α-Ig-ß, que mantenen l'anticòs de cada limfòcit unit a la seva membrana. La fosforilació d'aquestes seqüències de tirosina (ITAM) catabolitzada per tirosinacinases, les converteix en centres d'ancoratge d'una proteïna-cinasa anomenada tirosina-cinasa de la melsa (Syk), que en ser activada per fosforilació comença a fosforilar altres proteïnes de transducció de senyal, entre les quals es trobaran factors de transcripció.